# Joost Klein
Joost Klein (ur. 10 listopada 1997 w Leeuwarden) – holenderski piosenkarz, raper i były youtuber. Reprezentant Holandii w 68. Konkursie Piosenki Eurowizji (2024).

## Życiorys

### Wczesne życie
Urodził się w Leeuwarden, a dorastał w pobliskiej wsi Britsum. Kiedy miał 12 lat, na skutek nowotworu, stracił ojca, a niecały rok później jego matka zmarła poprzez zawał serca. Klein po śmierci rodziców trafił pod opiekę starszego brata i siostry.
W 2008 założył w serwisie YouTube kanał o nazwie EenhoornJoost. Publikował na nim filmy o różnej tematyce, od skeczów po minidokumenty. Uczęszczał do szkoły średniej Stedelijk w Leeuwarden, lecz nie ukończył w niej edukacji.

### Kariera
W 2016 wydał swoją pierwszą EP-kę pt. Dakloos, z której dużą popularność zyskały utwory: „Bitches” i „Zelfgemaakt”, po czym zaczął rozwijać karierę muzyczną. W latach 2017–2018 był związany kontraktem z wytwórnią TopNotch, po czym założył własne wydawnictwo – Albino Records. Jest w głównej mierze artystą hip-hopowym, lecz w jego piosenkach często pojawiają się wpływy muzyki elektronicznej, takie jak drum and bass, hardstyle i gabber.

W 2017 wydał mixtape pt. Scandinavian Boy. W 2018 wraz z raperem Donniem wydał album pt. M van Marketing i w celach jego promocji wystąpił podczas koncertu „Viraal in Carré” w amsterdamskim Teatrze Królewskim Carré. Napisał i w listopadzie 2018 wydał krótką serię wierszy pt. Albino, do której stworzenia zainspirowało go życzenie zmarłego ojca, aby napisał on w przyszłości książkę. W styczniu 2019 wydał album, również noszący tytuł Albino, dla którego promocji zorganizował trasę koncertową Het gaat niet zo goed. Pod koniec roku wydał także album pt. 1983, zadedykowany jego starszemu bratu, który urodził się w tym roku. W 2020 wydał album pt. Joost Klein 7, a w następnym roku – album pt. Albino Sports, Vol. 1, który nagrał wraz z raperem Brunzynem.

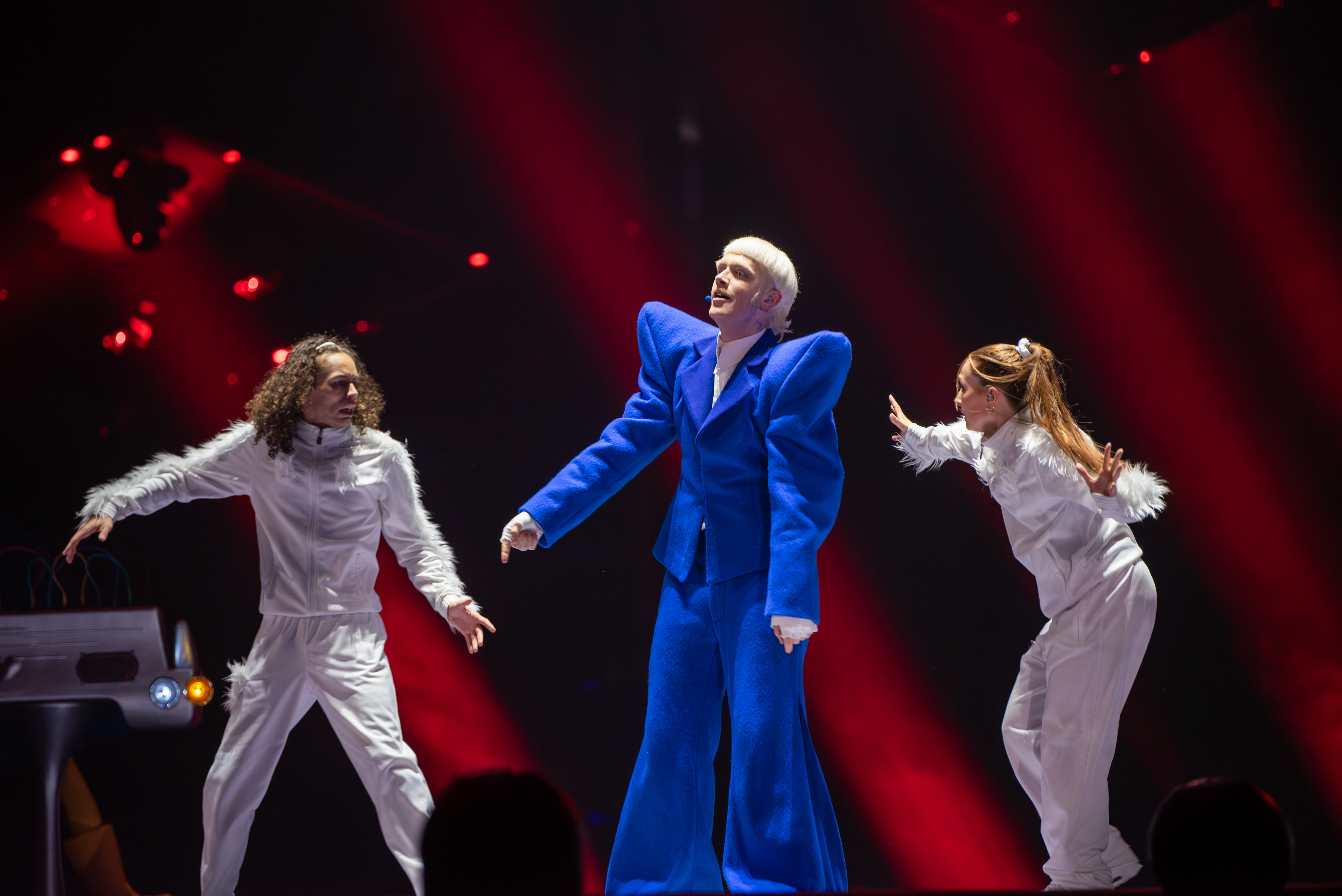
Klein podczas 68. Konkursu Piosenki Eurowizji w Malmö (2024)

W 2022 wydał album pt. Fryslân poświęcony jego rodzimej prowincji, Fryzji. W 2023 wraz z niemieckim raperem Ski Aggu stworzył utwór „Friesenjung”, będący adaptacją piosenki o tym samym tytule autorstwa komika Ottona Waalkesa; utwór stał się hitem w krajach niemieckojęzycznych w Europie – zajął on pierwsze miejsce na niemieckiej liście przebojów.
11 grudnia 2023 został ogłoszony przez holenderskiego nadawcę publicznego AVROTROS reprezentantem Holandii w 68. Konkursie Piosenki Eurowizji w Malmö. 29 lutego 2024 wydał teledysk do konkursowego utworu „Europapa”. 9 maja wystąpił z utworem podczas drugiego półfinału i awansował do finału, lecz w dzień koncertu finałowego (11 maja) został zdyskwalifikowany z udziału w konkursie. Dyskwalifikacja Kleina dotyczyła „nieodpowiedniego zachowania” z jego strony wobec pracownicy, która rzekomo miała kontynuować rejestrację jego wizerunku mimo braku zgody Kleina.
Tego samego dnia w mediach społecznościowych holenderska telewizja skomentowała, że w ich mniemaniu decyzja o dyskwalifikacji ich państwa dokonana przez EBU jest „nieproporcjonalna i szokująca”. Później poinformowano, że wytoczono przeciwko niemu proces karny w Szwecji. Miał on rozpocząć się w czerwcu 2024, lecz został opóźniony ze względu na prośbę Kleina i jego adwokata o przesłuchanie świadków zamieszkałych w Holandii. 12 sierpnia 2024 Klein został oczyszczony z zarzutów z powodu braku przeciwko niemu dowodów.